# EYCL1
 (juin 2020).
Si vous disposez d'ouvrages ou d'articles de référence ou si vous connaissez des sites web de qualité traitant du thème abordé ici, merci de compléter l'article en donnant les références utiles à sa vérifiabilité et en les liant à la section « Notes et références ».
EYCL1 est un gène localisé sur le chromosome 19, dont l'expression influence notamment la couleur des yeux, des cheveux et de la peau. Il interagit avec divers autres gènes.